# Sunday Skifflers
Sunday Skifflers (früher: The Sunday Skifflers) war eine Schweizer Country- und Skiffle-Band. Die Skifflers galten als erste und erfolgreichste Country-Skiffle-Band der Schweiz.

## Geschichte
Gegründet wurde die Band 1961, als James Müller mit Schulkameraden einen Gospel-Chor bilden wollte, wobei sie sich dann gemeinsam für Skiffle-Musik entschieden. Der Name rührt laut Eigenangabe daher, dass sie nur sonntags Zeit zum Üben hatten. Die erste LP erschien 1974 und verkaufte sich mit über 7000 Exemplaren durchaus gut in der Schweiz. Das Album wurde auch von einem anderen Label in Deutschland veröffentlicht. Später stand die Band für zwei Alben auch bei Polydor Records unter Vertrag.
Neben ihren Konzerten kamen die Sunday Skifflers mehrmals zu Auftritten im Fernsehen beim ZDF, Schweizer Fernsehen und dem ORF, u. a. in den Sendungen Top of Switzerland und Risiko. 
Im Jahr 2007 löste sich die Band auf. Insgesamt traten sie über 2000-mal auf der Bühne und 16-mal im Fernsehen auf. Sie produzierten sieben LPs, elf CDs und eine DVD, deren Auflage jeweils zwischen 3000 und 8000 Exemplaren lag.